# Carcelia pseudocaudata
Carcelia pseudocaudata là một loài ruồi trong họ Tachinidae.